# Cratyna friesei
Cratyna friesei är en tvåvingeart som beskrevs av Menzel 1991. Cratyna friesei ingår i släktet Cratyna och familjen sorgmyggor.
Artens utbredningsområde är Albanien. Inga underarter finns listade i Catalogue of Life.